# Mimon koepckeae
Mimon koepckeae là một loài động vật có vú trong họ Dơi mũi lá, bộ Dơi. Loài này được Gardner & Patton mô tả năm 1972.